# Langøya
Langøya és la tercera illa més gran de Noruega (exceptuant Svalbard), amb una superfície de 850,2 quilòmetres quadrats. L'illa forma part de l'arxipèlag de les Vesterålen i està situada al comtat de Nordland. L'illa inclou els municipis de Bø i Øksnes, així com part dels municipis de Sortland i Hadsel.
La gran illa de Hinnøya es troba a l'est (a l'altra banda de la Sortlandssundet). L'illa d'Andøya es troba al nord-est. La petita illa de Skogsøya es troba al nord-oest. L'illa de Hadseløya es troba al sud. Hi ha diversos llacs a l'illa, incloent l'Alsvågvatnet. L'Eidsfjorden divideix l'illa gairebé per la meitat. L'illa compta amb dos ponts de carretera que la connecten amb Hinnøya a través de diversos ponts.

## Galeria

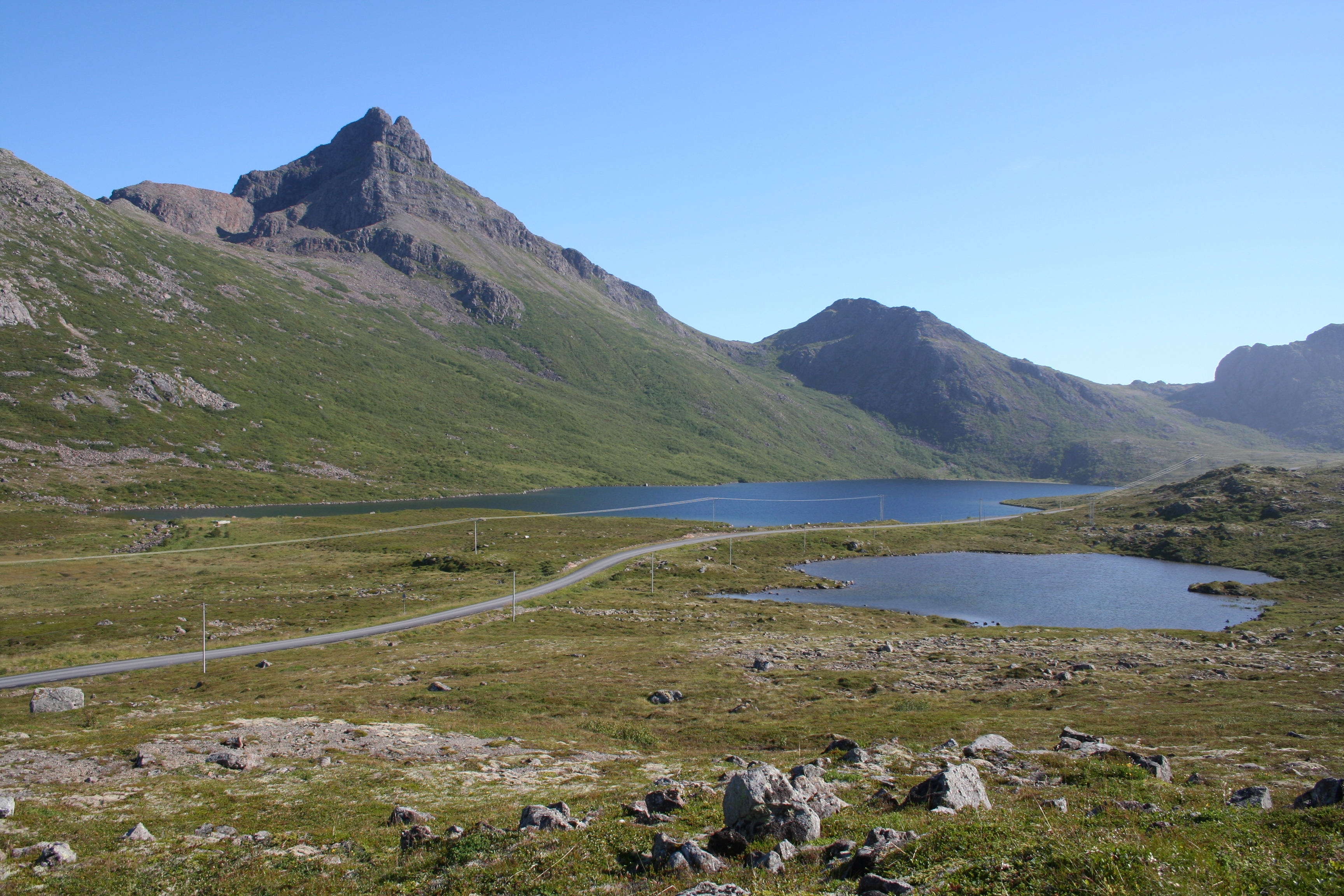
La part occidental escarpada de Langøya prop de Nykvåg.
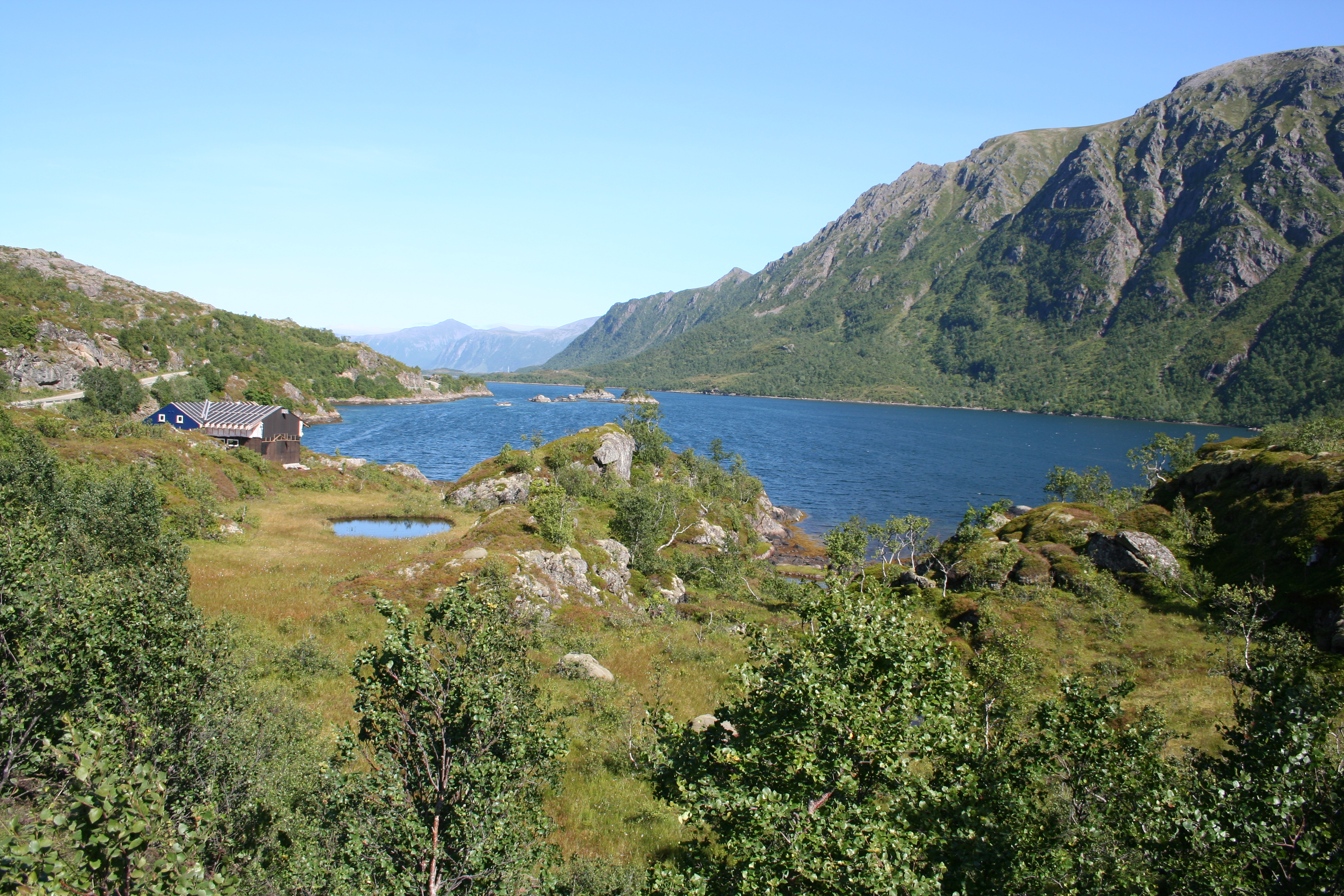
Lifjorden;molts petits fiords separen Langøya
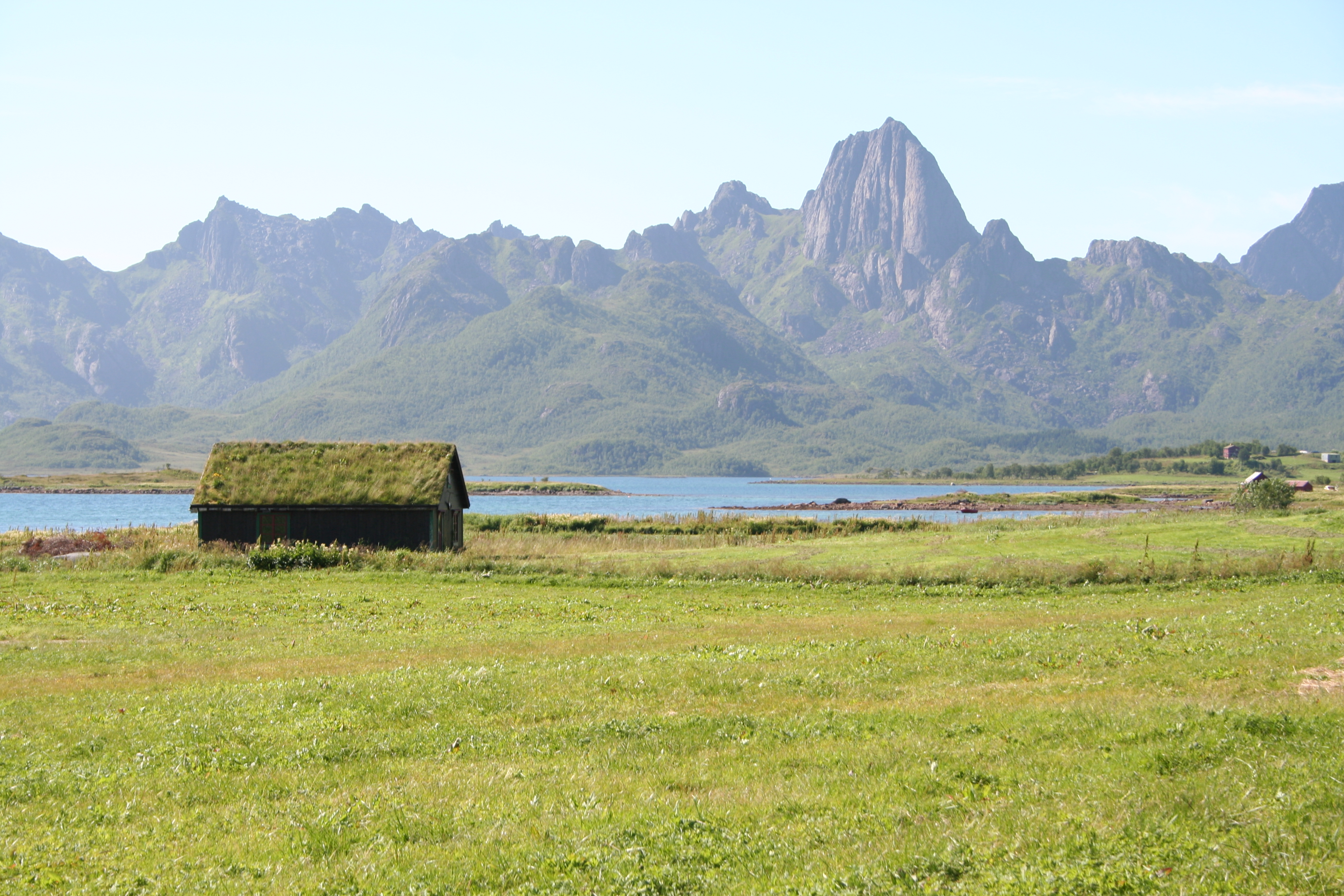
Vista prop de Frøskeland
Mapa de la zona